# Coduri poștale în Moldova

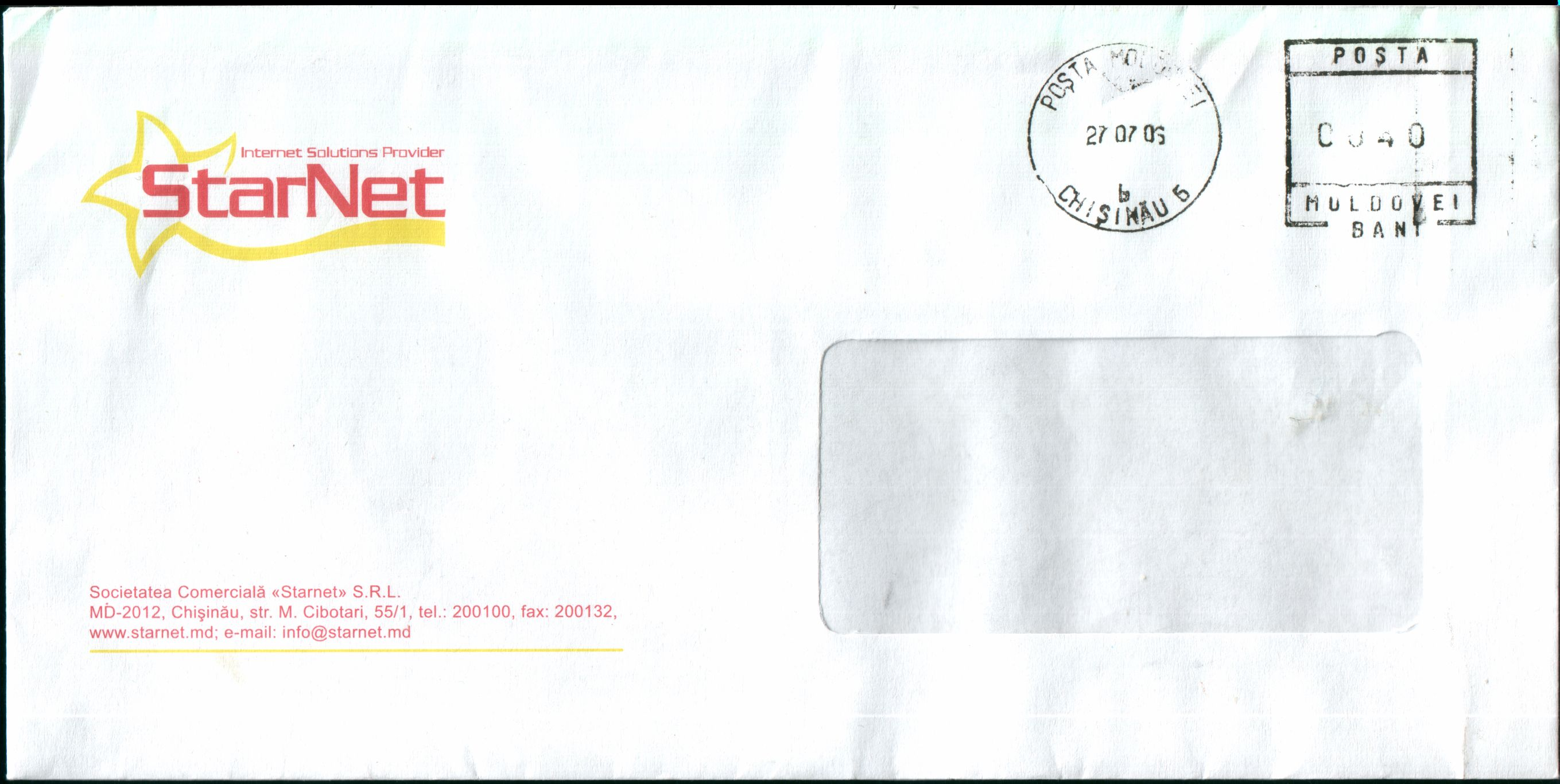
Cod poștal MD-2012 în adresa expeditorului pe plicul modern al Moldovei (2006)

Codurile poștale ale Moldovei sunt alfanumerice, constând din literele MD urmate de o liniuță urmată de patru cifre, de ex. Chișinău MD-2001.
Prima cifră se referă la o zonă poștală desemnată, restul desemnând unități administrative mai mici sau cartiere și străzi din zona municipală.

## Istoric
În 1970 codurile poștale digitale cu șase cifre (27NNNN) au fost utilizate în întreaga URSS, inclusiv RSS moldovenească. Ele au continuat să fie folosite pentru o perioadă de timp după ce Republica Moldova și-a câștigat independența (în 1991), iar apoi au fost introduse în practica poștală indicii moderni cu patru cifre.